# Graptomyza varia
Graptomyza varia är en tvåvingeart som först beskrevs av Walker 1849.  Graptomyza varia ingår i släktet Graptomyza och familjen blomflugor.
Artens utbredningsområde är Sierra Leone. Inga underarter finns listade i Catalogue of Life.